# Verband Deutscher Städtestatistik
Der Verband Deutscher Städtestatistik (VDSt) ist ein eingetragener gemeinnütziger Verein. Die Arbeit des Verbandes, die Aktivitäten seiner Arbeitsgemeinschaften und die Veröffentlichungen sind darauf gerichtet, den Austausch unter den Städtestatistikern sowie mit Stadtforschern und Stadtplanern, der Wissenschaft und der amtlichen Statistik zu fördern sowie die Interessen der Kommunalstatistik zu stärken. Die Ergebnisse der Verbandsarbeit aus wissenschaftlichen Tagungen und Publikationen stehen der interessierten Öffentlichkeit zur Verfügung. Der Verband wurde formal im Jahr 1904 gegründet, seine Wurzeln gehen bis in das Jahr 1879 zurück, als sich die Leiter der neu geschaffenen Städtestatistischen Ämter im Rahmen einer „Konferenz“ erstmals organisierten.

## Ziele und Aktivitäten
Von der Mitgliederversammlung des VDSt wurde 1998 in Lübeck ein „Kommunalstatistisches Leitbild“ verabschiedet, an dem sich die Arbeit des Verbandes ausrichtet.
Leitsätze
1. Kommunalstatistik ist integraler Teil der kommunalen Informationshoheit und damit der kommunalen Selbstverwaltung. Hierfür hat sie ein eigenständiges Aufgabenprofil. Sie nutzt und unterstützt die übrigen Bereiche der amtlichen Statistik.
2. Kommunalstatistik erhält ihr Profil aus einer fundierten, umfassenden, aktuellen und nachfrage-orientierten Informationsbereitstellung für kommunalrelevante Entscheidungen.
3. Kommunalstatistik ist wegen der strategischen Ausrichtung ihrer Produkte unentbehrlich für eine moderne Stadtsteuerung.
4. Kommunalstatistik muss die Entwicklungen in der Informationstechnologie nicht nur umfassend nutzen, sondern sie auch aktiv mitgestalten und ihren Beitrag zur Entwicklung eines Informationsmanagementsystems leisten.
5. Kommunalstatistik fordert einen hohen Kenntnisstand methodischer, organisatorischer und technologischer Entwicklungen der in diesem Bereich Beschäftigten.
6. Kommunalstatistik ist auf Übertragbarkeit ihrer Lösungsansätze angewiesen.
7. Kommunalstatistik bietet durch interkommunal koordinierte Bereitstellung von Daten Einheitlichkeit und Vergleichbarkeit bei kommunaler Leistungsbetrachtung.
8. Kommunalstatistik setzt durch Kooperationen Synergiepotentiale bei der konzeptionellen, methodischen und instrumentellen Weiterentwicklung frei.
9. Der Verband Deutscher Städtestatistiker ist der Kommunalstatistik im Sinne dieses Leitbildes verpflichtet und versteht sich als berufsständische Vertretung aller kommunalstatistischen Beschäftigten. Dabei arbeitet der Verband eng mit den kommunalen Spitzenverbänden zusammen.

## Tagungen
Statistische Woche: VDSt und Deutsche Statistische Gesellschaft (DStatG) veranstalten seit 1928 gemeinsam die Statistische Woche, einem jährlichen bundesweiten interdisziplinären Fachkongress mit Vertretern aus Wissenschaft, Amtlicher Statistik, Unternehmen und Verbänden. Seit einigen Jahren beteiligt sich die Deutsche Gesellschaft für Demographie (DGD) ebenfalls mit eigenen Sitzungen am Programm. Gastgeber sind die kommunalen Statistiker der Stadt, in der die Tagung ausgerichtet wird, gemeinsam mit der örtlichen Universität.
Frühjahrstagung: Die ebenfalls jährlich stattfindende Frühjahrstagung wird verbandsintern in wechselnden Städten organisiert. Sie dient dem intensiven Austausch von aktuellen und perspektivischen Themen und der Vernetzung der Städtestatistiker untereinander.

## Regionale und fachliche Arbeitsgemeinschaften
Die dem Verband angehörenden Kommunalstatistikerinnen und -statistiker haben sich in drei regionalen Arbeitsgemeinschaften organisiert:
- der AG Nord-West (Schleswig-Holstein, Niedersachsen, Bremen, Hamburg, Nordrhein-Westfalen)
- der AG Ost (Mecklenburg-Vorpommern, Brandenburg, Berlin, Sachsen-Anhalt, Thüringen, Sachsen)
- und der AG Süd (Rheinland-Pfalz, Saarland, Hessen, Baden-Württemberg, Bayern).

Daneben bestehen vier fachliche Arbeitsgemeinschaften, die AG Methodik, AG Bevölkerung, AG Umfragen und AG Wahlanalyse. Aus der Arbeit der fachlichen Arbeitsgemeinschaften resultieren unter anderem verschiedene Arbeitshilfen, wie zuletzt die Hefte „Migrationshintergrund in der Statistik“ und „Indikatorenkatalog zum demografischen Wandel“.

## Workshops
Zu besonders wichtigen Themen veranstaltet der VDSt Workshops.
- 2007 Zensus-Workshop der Städtestatistik, Bonn
- 2013 Zensus-Workshop der Städtestatistik, Karlsruhe
- 2013 Open Data, Nürnberg
- 2014 Workshop GIS und Rasterdaten, Stuttgart
- 2018 Workshop Datenschutz und Geheimhaltung

## Fortbildungsveranstaltungen
Zusammen mit der Kommunalen Gemeinschaftsstelle für Verwaltungsmanagement (KGSt) wird einmal im Jahr in Bamberg ein Grundkurs und ein Aufbaukurs zur Kommunalstatistik angeboten. Die Zielgruppe besteht vorrangig aus neuen Fachkräften im Bereich der Kommunalstatistik. Inhaltliche Schwerpunkte sind neben den rechtlichen und organisatorischen Grundlagen unter anderem die Datenquellen, Methoden und Instrumente sowie wichtige thematische Felder der Kommunalstatistik.

## Veröffentlichungen
Der VDSt gibt seit 1988 die Zeitschrift „Stadtforschung und Statistik“ heraus, von der zwei Hefte im Jahr erscheinen. Die Online-Version der Zeitschrift kann im Web gelesen werden. Für aktuellen Hefte ist das Inhaltsverzeichnis einsehbar. Neben den regelmäßig erscheinenden Ausgaben gibt es Sonderhefte der Zeitschrift:
- Zensus 2011. Dokumentation des Workshops „Wie viel Zensus braucht die Stadt?“, 22./23. Februar 2007 in Bonn.
- Lebensqualität aus Bürgersicht – Deutsche Städte im Vergleich. Ergebnisse der koordinierten Bürgerbefragung 2006/2007 in deutschen und europäischen Städten.
- Föderale Informationsbalance wahren – kommunale Selbstverwaltung sichern. Rechtsgutachten zur Stellung der Städtestatistik von Jan Ziekow, Stadtforschung und Statistik, Sonderausgabe.

Seit dem Jahr 2013 werden in unregelmäßigen Abständen zu wichtigen Themen Reader in der Reihe „Stadtforschung und Statistik / Themenbuch“ herausgegeben. Der erste Band dieser Reihe beschäftigt sich mit „Szenarien zur demografischen, sozialen und wirtschaftlichen Entwicklung in Städten und Regionen“ und ist als PDF-Dokument abrufbar. Die einzelnen Beiträge werden auch im Social Science Open Access Repository zur Verfügung gestellt.
Die Arbeitsgemeinschaft Bevölkerung gibt ihre Arbeitshilfen seit 2011 als „Materialien zur Bevölkerungsstatistik“ heraus. Bislang sind erschienen:
- Indikatorenkatalog zum demografischen Wandel. Arbeitshilfe für kommunalstatistische Monitoring- und Berichtssysteme zur Bevölkerungsstruktur und -entwicklung. Materialien zur Bevölkerungsstatistik, Heft 1.
- Migrationshintergrund in der Statistik. Definition, Erfassung und Vergleichbarkeit. Materialien zur Bevölkerungsstatistik, Heft 2.

Die Mitglieder des Verbandes erhalten einen Newsletter, der ebenfalls über die Verbandsseite ladbar ist.

## Zusammenarbeit mit anderen Gesellschaften und Organisationen
Der VDSt ist Gründungsmitglied der Deutschen Arbeitsgemeinschaft Statistik (DAGStat), einem Verbund von wissenschaftlichen Fachgesellschaften und Berufsverbänden, welche die Fortentwicklung statistischer Theorie und Methodik zu ihren wesentlichen Aufgaben zählen. Mit der Deutschen Statistischen Gesellschaft (DStatG) besteht seit Jahrzehnten eine enge Zusammenarbeit bei der Ausrichtung der Statistischen Woche.
Der VDSt ist als Organisation dem Internationalen Statistischen Institut (ISI) angeschlossen. VDSt-Mitglieder arbeiten vornehmlich in SCORUS, dem Standing Committee on Regional and Urban Statistics, mit. SCORUS bildet als Teil des Weltstatistikverbandes ISI eine internationale Plattform für Fragen der Stadt- und Regionalforschung und Statistik.
Wichtige Kooperationspartner sind der Deutsche Städtetag (DST), das Deutsche Institut für Urbanistik (Difu), das Bundesinstitut für Bau-, Stadt- und Raumforschung (BBSR) sowie das Netzwerk Stadt- und Regionalstatistik, das sich den fachlichen Austausch beim Ausbau der teilräumlichen Statistikangebote in Deutschland zum Ziel gesetzt hat und das vom BBSR moderiert wird. Im Netzwerk sind auch die Statistischen Ämter des Bundes und der Länder vertreten, mit denen der VDSt überörtlich und regional eng zusammenarbeitet. Ein weiterer wichtiger Partner ist die Bundesagentur für Arbeit (BA) mit ihrem kleinräumigen Datenangebot. Die BA gehört mit ihrem Institut für Arbeitsmarkt- und Berufsforschung (IAB) ebenfalls dem Netzwerk Stadt- und Regionalstatistik an. 2013 wurde auch die Deutsche Statistische Gesellschaft mit dem Vorsitzenden des Ausschusses Regionalstatistik in das Netzwerk aufgenommen. Zunehmend an Bedeutung gewinnt Eurostat – das statistische Amt der Europäischen Union – für die Belange der Städtestatistik.

## KOSIS-Verbund
Der KOSIS-Verbund (Verbund Kommunales Statistisches Informationssystem) ist eine kommunale Selbsthilfeorganisation, die 1982 mit Unterstützung des Deutschen Städtetags gegründet wurde. Inzwischen gehören dem Verbund mehr als 200 Kommunen und andere öffentliche Institutionen an. Sie organisieren in Arbeitsgemeinschaften die kooperative Entwicklung und Pflege von DV-Instrumenten des Statistischen Informationssystems, interkommunal abgestimmte Datensammlungen und auf die Kommunalstatistik bezogene Gemeinschaftsprojekte. Im Europäischen Statistischen System ist der KOSIS-Verbund zusammen mit dem Statistischen Bundesamt und den Statistischen Landesämtern an Urban Audit, der städtevergleichenden Datensammlung zur Bewertung der Lebensqualität in der Europäischen Union, beteiligt. Träger des KOSIS-Verbundes ist der VDSt.

## Organisation der Verbandsarbeit
Organe des Verbandes sind die Mitgliederversammlung und der Vorstand. Die Bearbeitung der satzungsgemäßen Aufgaben und die fachliche Betreuung der Mitglieder erfolgt in Regionalen und fachlichen Arbeitsgemeinschaften.